# Heping (socken i Kina, Hunan)
Heping (kinesiska: 和平, 和平乡) är en socken i Kina. Den ligger i provinsen Hunan, i den södra delen av landet, omkring 150 kilometer söder om provinshuvudstaden Changsha. Antalet invånare är 32090. Befolkningen består av 16 173 kvinnor och 15 917 män. Barn under 15 år utgör 18,0 %, vuxna 15-64 år 75 %, och äldre över 65 år 5,0 %. Heping ligger vid sjön Baiyutan Shuiku.
Genomsnittlig årsnederbörd är 1 658 millimeter. Den regnigaste månaden är maj, med i genomsnitt 253 mm nederbörd, och den torraste är oktober, med 28 mm nederbörd.